# Никълас Калдор
Нѝкълас Ка̀лдор (на английски: Nicholas Kaldor, [ˈnɪk.ə.ləs ˈkaldor]) е унгарско-британски икономист.

## Биография
Роден е на 12 май 1908 година в Будапеща в еврейско семейство като Миклош Калдор. През 1930 година завършва Лондонското училище по икономика, където остава да преподава. През 1947 – 1949 година работи за Икономическата комисия за Европа на Организацията на обединените нации, а след това преподава в Кеймбриджкия университет. Той е един от известните представители на Посткейнсианската икономика с приноси в теорията на бизнес циклите и данъчната политика и неколкократно е икономически съветник на британските лейбъристи.
Никълас Калдор умира на 30 септември 1986 година в Кеймбридж.